# Sontourit
Sontourit är öar i Finland. De ligger i Finska viken och i kommunen Fredrikshamn i landskapet Kymmenedalen, i den södra delen av landet. Öarna ligger omkring 26 kilometer öster om Kotka och omkring 140 kilometer öster om Helsingfors.
Arean för den av öarna koordinaterna pekar på är 1,1 hektar och dess största längd är 230 meter i sydöst-nordvästlig riktning. Närmaste större samhälle är Fredrikshamn, 17,9 km nordväst om Sontourit.